# One (Angela Aki)
One primo mini-album di Angela Aki. Fu il suo debutto in lingua giapponese, sotto il marchio Virgo Music Entertainment. L'album contiene tre tracce originali e tre cover (il testo delle cover è trascritto in giapponese da Angela). L'intero Album è in giapponese, tranne la canzone "Warning". La canzone "Aisuru Mono" è stata usata nel Hitachi DVD Cam CM song.

## Tracce
1. We're All Alone (Boz Scaggs cover)
2. Rain
3. A Song For You (Leon Russell cover)
4. Warning
5. Never Is A Promise (Fiona Apple cover)
6. Aisuru Mono (愛するもの?, La Persona che Amo)